# Чивчины
Чивчи́нские горы (другое название — Чивчи́ны) — горный массив в юго-восточной части  Украинских Карпат в пределах  Верховинского района  Ивано-Франковской области.
Расположены в северо-восточной части Мармарошского массива. На северо-западе граничат с Гуцульскими Альпами. На востоке граничат с  Гринявскими горами.
Представляет выразительный хребет, простирающийся на около 40 км с северо-запада на юго-восток — от горы  Стог к горе Гнатася, между долинами рек Чёрный Черемош (на северо-востоке) и Васер и Русков (на юго-западе). Самая высокая вершина — базальтовая гора Чивчин (1769 м), на обочинах выступают местами известняковые скалы.
Чивчинские горы состоят из кристаллических сланцев, гнейсов, мрамора и песчаников. Преобладают скалистые, иногда ледниковые, формы рельефа. Северные склоны достаточно расчленены долинами притоков Чёрный Черемош и верховьев Белого Черемоша. В горах есть почти нетронутые леса (до 1300 м — буковые, до 1500 м — еловые), хорошо сохранился пояс криволесья, менее выражены  субальпийские луга.
Вершинами главного хребта массива проходит украинско-румынская граница.

## Вершины
Вдоль главного хребта, с северо-запада на юго-восток.
- Стог (1653 м)
- Регеска (1569.6 м)
- Копилаш (1599 м)
- Керничный (1588.8 м)
- Фуратик (1525.7 м)
- Ледескуль (1585 м)
- Будичевска Большая (1677.9 м)
- Чивчин (1769 м)
- Силигул (1687.9 м)
- Попадья (1526 м)
- Рижоваты (1641 м)
- Лостун (1654 м)
- Малый Лостун (1594.7 м)
- Пирэ (1590 м)
- Пуруль (1616.8 м)
- Коман (1723.6 м)
- Команова (1734 м)
- Паленица (1750 м)
- Гнатася (1769 м)